# Dougaloplus amphacanthus
Dougaloplus amphacanthus är en ormstjärneart som först beskrevs av McClendon 1909.  Dougaloplus amphacanthus ingår i släktet Dougaloplus och familjen trådormstjärnor. Inga underarter finns listade i Catalogue of Life.